# Arpino

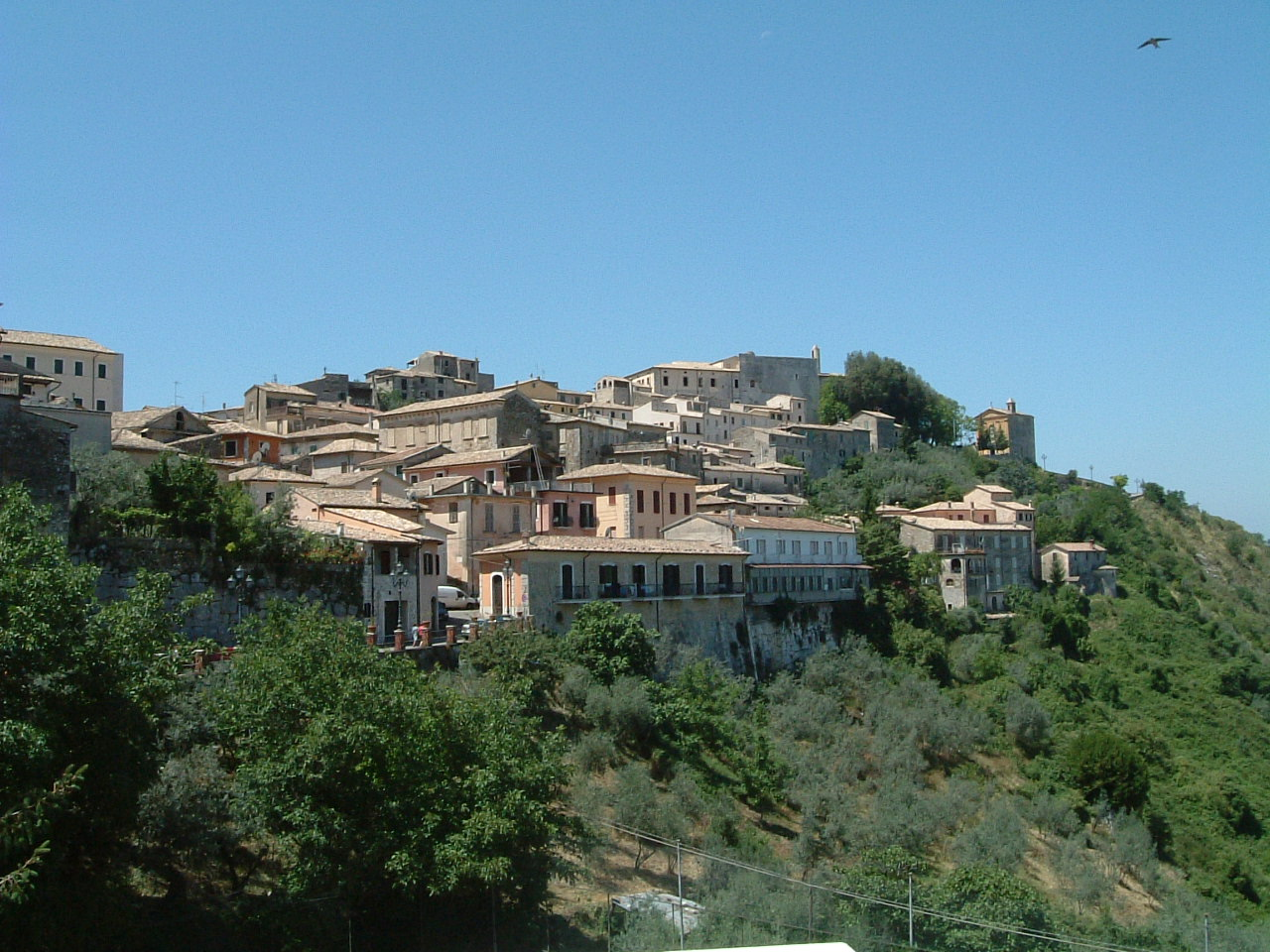
Arpino

Arpino là một đô thị thuộc tỉnh Frosinone trong vùng Lazio của Ý. Arpino cách thủ đô Roma 120 km.
Arpino có diện tích 55 km2, dân số thời điểm 31 tháng 12 năm 2004 là 7736 người. Arpino giáp các đô thị sau: Broccostella, Casalattico, Casalvieri, Castelliri, Fontana Liri, Fontechiari, Isola del Liri, Monte San Giovanni Campano, Santopadre, Sora.

## Nhân vật nổi tiếng
- Agrippa
- Marius
- Cicéron
- Marcus Tullius Tiro
- Agrippa
- Joseppin, họa sĩ, 1568 – 1640